# Song for My Father
Albums de Horace Silver Quintet
Silver's Serenade (en)
(1963) The Cape Verdean Blues
(1965)
Song for My Father est un album du Horace Silver Quintet, sorti en 1964 chez Blue Note. À l'époque de l'enregistrement, Silver était en train de monter un nouveau groupe, on trouve donc deux différents quintets sur cet album.
Cet album a été inspiré par un voyage du leader au Brésil. 
La pochette de l'album montre le père de Horace Silver, John Travares Silver, à qui le morceau titre est dédié : « ma mère était d'ascendance irlandaise et africaine, mon père était d'origine portugaise. Il est né sur Maio, une des îles du Cap-Vert. »
Cet album est considéré comme un des meilleurs du Hard bop, on y trouve le juste équilibre entre des rythmes sautillants et des harmonies complexes qui est la marque de fabrique d'Horace Silver.

## Pistes
| No | Titre                            | Musique       | Durée |
| -- | -------------------------------- | ------------- | ----- |
| 1. | Song for My Father               | Horace Silver | 7:17  |
| 2. | The Natives Are Restless Tonight | Horace Silver | 6:09  |
| 3. | Calcutta Cutie                   | Horace Silver | 8:31  |
| 4. | Que Pasa                         | Horace Silver | 7:47  |
| 5. | The Kicker                       | Joe Henderson | 5:26  |
| 6. | Lonely Woman                     | Horace Silver | 7:02  |

Les pistes suivantes ont été ajoutées dans différentes rééditions du CD :
| No  | Titre                       | Musique          | Durée |
| --- | --------------------------- | ---------------- | ----- |
| 7.  | Sanctimonious Sam           | Musa Kaleem (en) | 3:52  |
| 8.  | Que Pasa ((trio version))   | Horace Silver    | 5:38  |
| 9.  | Sighin' and Cryin'          | Horace Silver    | 5:27  |
| 10. | Silver Treads Among My Soul | Horace Silver    | 3:50  |

Les pistes 3, 6, 7, 8 ont été enregistrées le 31 octobre 1963 ; les 9 et 10 le 28 janvier 1964 ; les 1, 2, 4, 5 le 26 octobre 1964.

## Musiciens
Sur 1, 2, 4, 5
- Horace Silver : piano
- Carmell Jones : trompette
- Joe Henderson : saxophone ténor
- Teddy Smith : contrebasse
- Roger Humphries : batterie

Sur 3, 7, 9, 10
- Horace Silver : piano
- Blue Mitchell : trompette
- Junior Cook : saxophone ténor
- Eugene Taylor : contrebasse
- Roy Brooks : batterie

Sur 6, 8
- Horace Silver : piano
- Eugene Taylor : contrebasse
- Roy Brooks : batterie